# Ekonomika przedsiębiorstw
Ekonomika przedsiębiorstw – nauka zajmująca się badaniem zasad i mechanizmów funkcjonowania przedsiębiorstw w warunkach rynkowych. Analizuje, jak organizacje zarządzają swoimi zasobami (ludzkimi, finansowymi, materialnymi i informacyjnymi), aby maksymalizować zyski, minimalizować koszty oraz zwiększać swoją konkurencyjność. 
Dziedzina ta obejmuje zarówno aspekty teoretyczne, takie jak analiza kosztów, przychodów, struktur organizacyjnych czy modeli decyzyjnych, jak i praktyczne, związane z implementacją strategii zarządzania, optymalizacją procesów produkcyjnych oraz dostosowaniem do zmieniających się warunków rynkowych.
Ekonomika przedsiębiorstw bada również zależności między czynnikami produkcji, takimi jak:
- Kapitał: środki finansowe, maszyny, infrastruktura.
- Praca: zasoby ludzkie, ich kompetencje i organizacja pracy.
- Surowce: materiały wykorzystywane w procesach produkcyjnych.
- Informacja: dane i technologie wspierające decyzje biznesowe.Celem ekonomiki przedsiębiorstw jest zapewnienie efektywności ekonomicznej, czyli relacji między nakładami a wynikami, oraz wspieranie przedsiębiorstw w realizacji celów strategicznych, takich jak wzrost wartości firmy, zwiększenie udziału w rynku czy rozwój zrównoważony. W praktyce ekonomika przedsiębiorstw dostarcza narzędzi i metod do podejmowania decyzji w zakresie planowania, organizacji, kontroli i zarządzania zmianami.

Zastosowania ekonomiki przedsiębiorstw:
1. Optymalizacja procesów produkcyjnych Ekonomika przedsiębiorstw pomaga w analizie kosztów produkcji i doskonaleniu procesów w celu zwiększenia efektywności[4].
2. Planowanie strategiczne i podejmowanie decyzji Ekonomika przedsiębiorstw dostarcza narzędzi do analizy SWOT, planowania budżetu czy oceny opłacalności inwestycji[5]i.
3. Zarządzanie zasobami ludzkimi Ekonomika przedsiębiorstw bada, jak efektywnie zarządzać personelem, aby zwiększyć produktywność i satysfakcję pracowników[6].
4. Analiza finansowa i controlling Ekonomika przedsiębiorstw wspiera przedsiębiorstwa w monitorowaniu wyników finansowych, analizie rentowności oraz zarządzaniu płynnością finansową[7].
5. Zarządzanie innowacjami i technologiami Ekonomika przedsiębiorstw analizuje, jak inwestycje w nowe technologie wpływają na efektywność i konkurencyjność firmy.
6. Zrównoważony rozwój i odpowiedzialność społeczna Ekonomika przedsiębiorstw uwzględnia aspekty ESG (środowiskowe, społeczne i zarządcze), wspierając firmy w realizacji celów zrównoważonego rozwoju[8].